# Arco dell'ingresso principale alla VDNCh
L'arco dell'ingresso principale alla VDNCh (in russo Арка главного входа ВДНХ?, Arka glavnogo vchoda VDNCh)  è l'entrata principale dell'Esposizione delle conquiste dell'economia nazionale di Mosca, situata a lato della stazione metropolitana VDNCh. L'arco dell'ingresso principale è uno degli edifici più rappresentativi del centro espositivo e, in occasione del 75º anniversario del sito, ne è diventato il simbolo ufficiale.

## Storia
L'ingresso principale fu costruito nel 1951-1954 durante la ricostruzione postbellica del centro espositivo. L'autore del progetto è stato l'architetto Innokentij Mel'čakov, che aveva collaborato in precedenza alla realizzazione del padiglione sovietico per l'Expo 1939 di New York.
Tra il 2017 e il 2018, l'arco è stato restaurato: i bassorilievi sono stati ripuliti e ripristinati, mentre la scultura Il Trattorista e la Kolchoziana è stata riportata al suo splendore originale.

## Descrizione

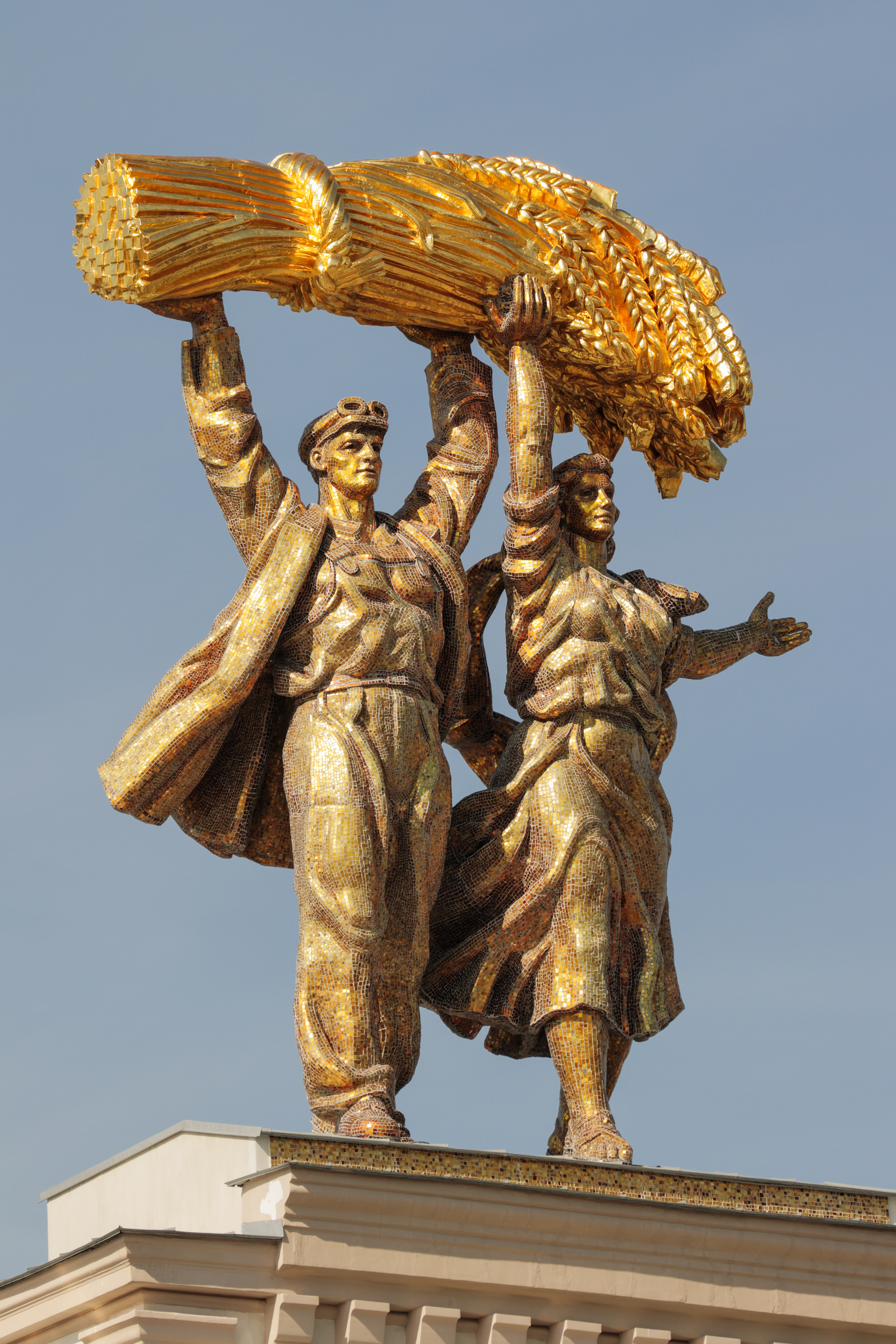
Il Trattorista e la Kolchoziana nel 2019.

È un arco trionfale che, oltre a decorare l'ingresso principale della mostra, simboleggia anche la vittoria dell'Unione Sovietica nella Grande Guerra Patriottica.
L'arco, realizzato nello stile del classicismo socialista, si compone di sei coppie di colonne completate da una trabeazione e apre la prospettiva del viale centrale della VDNCh, all'estremità opposta della quale si trova il padiglione centrale del centro espositivo. Le colonne sono decorate con bassorilievi scolpiti da Georgij Motovilov raffiguranti dei lavoratori agricoli. Sul fregio sopra l'apertura centrale dell'arco è presente un bassorilievo raffigurante l'emblema dell'Unione Sovietica circondato da pennoni.
La scultura Il Trattorista e la Kolchoziana (in russo Тракторист и колхозница?, Traktorist i kolchoznica), scolpita sotto la direzione di Sergej Orlov, rappresenta la personificazione dell'industria e dell'agricoltura ed è situata sulla cima dell'arco. Le figure sollevano un covone di grano (il trattorista con entrambe le mani, la kolchoziana con una). La scultura, alta 8,65 m, è in cemento (ad eccezione del covone di ottone) ed è rivestita con uno smalto color oro. Nel 2017, sono stati ricostituiti i frammenti perduti del rivestimento smaltato, è stata rinnovato la doratura del covone, la base in cemento è stata rafforzata e le crepe sono state chiuse.
Considerata la composizione scultorea, l'altezza dell'arco dell'ingresso principale è di 32 metri.